# Коротка відпустка
«Коротка відпустка» (італ. Una breve vacanza, ісп. Amargo despertar) — іспано-італійська кіномелодрама 1973 року режисера Вітторіо Де Сіки за сценарієм Родольфо Сонего.

## Сюжет
У Клари (Флоринда Болкан), матері трьох дітей, що працює на фабриці  електричних кабелів, виявляють захворювання легенів. Як член профспілки, вона має право на безкоштовне шестимісячне лікування зі збереженням зарплати у високогірному санаторії в містечку Сондало на границі зі Швейцарією. Чоловік Клари —Франко (Ренато Сальваторі) не хоче її відпускати, та вона переконує його, що мусить вилікуватися, щоб не сталося чогось гіршого. 

## Ролі виконують
- Флоринда Болкан[pt] — Клара
- Ренато Сальваторі — Франко, чоловік Клари
- Даніель Квено — Луїджі
- Хосе Марія Прада —  лікар Чірані
- Уґо Блянко — брат Франко
- Адріана Асті — синьйорина Сканціані

## Нагороди
- 1973 Премія Давида ді Донателло [1]:
  - за найкращий європейський фільм — Вітторіо де Сіка
- 1974 Нагорода Золотий Кубок Італії найкращій акторці — Адріана Асті
- 1974 Премія «Срібна стрічка» Італійського національного синдикату кіножурналістів:
  - за найкращу жіночу роль другого плану[it] — Адріана Асті
- 1975  Премія Національної ради кінокритиків США:
  - за найкращий іноземний фільм[en], номер 2
- 1975 Премія Асоціації кінокритиків Лос-Анджелеса:
  - найкращій акторці — Флоринда Болкан[pt]